# محمود فکری
محمود فکری (زادهٔ ۲۵ دی  ۱۳۴۸ در جویبار) بازیکن سابق و سرمربی اهل ایران است. محمود فکری چهارده سال آبی پوشان استقلال را همراهی کرد و ۶ دوره  با این تیم جام قهرمانی را بالای سر برد.

## دوران حرفه‌ای
فکری فوتبالش را در سال ۱۳۶۵ از تیم ساحل در زادگاهش جویبار آغاز کرد. او در سال ۱۳۶۹ به تیم نساجی مازندران پیوست. یک سال بعد و در سال ۱۳۷۰، پیراهن استقلال تهران را بر تن کرد. در سال ۱۳۷۲ و پس از دو سال حضور در استقلال، به‌خاطر گذارندن خدمت سربازی به تیم فجر سپاسی شیراز پیوست و پس از پایان خدمت سربازی، دوباره به استقلال بازگشت. بیشتر دوران بازی فکری در استقلال گذشت.

### استقلال

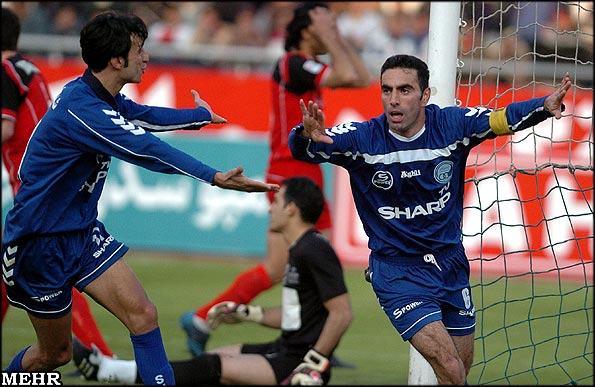
محمود فکری پس از گلزنی به پرسپولیس در شهرآورد تهران

محمود فکری رکورددار تعداد بازی با پیراهن استقلال می‌باشد. او در ۳۴۵ بازی رسمی برای استقلال به میدان رفته‌است. او همچنین در ۳۲ بازی دوستانه و غیررسمی نیز برای استقلال به میدان رفته که با احتساب این ۳۲ بازی، برای استقلال در ۳۷۷ مسابقه به میدان رفته‌است. فکری در ۱۴۹ بازی بازوبند کاپیتانی استقلال را بر بازو بسته و از سال ۱۳۸۱ تا ۱۳۸۶، کاپیتان استقلال بوده‌است. او ۱۴۱ مسابقه را به‌عنوان کاپیتان برای استقلال شروع کرده و از این نظر بعد از مهدی رحمتی، در رده دوم تعداد کاپیتانی در تاریخ باشگاه استقلال قرار دارد. وی همچنین رکورددار تعداد بازی در باشگاه استقلال است.

#### شهرآورد تهران
- او به همراه امیرحسین صادقی با حضور در ۱۸ دربی، به صورت مشترک سومین بازیکنی هستند که بیشترین حضور در شهرآورد تهران را در کارنامه خود دارند.[نیازمند منبع]
- فکری با ۱۰ کاپیتانی در شهرآوردها بعد از علی جباری با ۱۱ کاپیتانی، بیشترین کاپیتانی شهرآورد را در بین بازیکنان دو تیم تجربه کرده‌است.[نیازمند منبع]
- محمود فکری در شش شهرآورد طعم برد را چشیده و از این نظر نیز دارای بهترین عملکرد در بین بازیکنان قرار دارد.[نیازمند منبع]
- فکری در شهرآوردهای شماره ۵۶ و ۵۹ موفق به گلزنی شده‌است. گل او در شهرآورد ۵۵ از فاصله ۳۰متری وارد دروازه پرسپولیس شده‌است. از این رو هواداران استقلال به محمود فکری آرپی‌جی زن می‌گویند.[نیازمند منبع]
- همچنین او پس از حوادث شهرآورد معروف سی و نهم، در دی ۱۳۷۳ با محرومیت شش‌ماهه از حضور در میادین روبرو شد.[نیازمند منبع]

## مربیگری

### نفت مسجدسلیمان
محمود فکری در سال ۱۳۹۵ بعد از استعفا از سرمربی‌گری نساجی مازندران به عنوان سرمربی نفت مسجدسلیمان انتخاب گردید. او توانست با این تیم در فصل ۹۶–۹۷ لیگ آزادگان مقام اول را کسب کرده و به لیگ برتر راه پیدا کند.

### نساجی مازندران
فکری در اسفند ۱۳۹۸، به‌عنوان جانشین رضا مهاجری بار دیگر سرمربی نساجی مازندران شد و با کسب ۱۸ امتیاز از ۱۰ بازی توانست با نساجی رتبه نهم را کسب کند. وی در پیش‌فصل لیگ بیستم، قرارداد خود را به‌صورت یک طرفه با نساجی فسخ کرد و به تیم استقلال تهران پیوست. باشگاه نساجی پس از این فسخ از وی شکایت کرد.

### استقلال تهران
در ۱۴ مهر ۱۳۹۹، رسانه‌ها از طرف معاون باشگاه استقلال، خبر انتخاب فکری به عنوان سرمربی استقلال را منتشر کردند. هرچند روز بعد از انتشار این خبر، فکری در تمرینات نساجی حاضر شد تا حضورش در استقلال در هاله‌ای از ابهام قرار بگیرد. با این حال در ۱۶ مهر ۱۳۹۹ قرارداد فکری با استقلال رسمی شد. او پس از نیم فصل حضور در استقلال، در تاریخ ۱۲ اسفند ۱۳۹۹ از سمت خود برکنار شد.

## آمار و ترین‌ها
وی در مراسم برترین‌ها در یکم مرداد ماه ۱۳۹۷، به عنوان بهترین مربی فصل ۹۶ انتخاب شد.

## افتخارات

### به‌عنوان بازیکن
استقلال تهران
داخلی
- قهرمان لیگ فوتبال ایران(۳دوره) : ۷۷–۱۳۷۶، ۸۰–۱۳۷۹، ۸۵–۱۳۸۴
- قهرمان جام حذفی فوتبال ایران(۳دوره) : ۷۵–۱۳۷۴، ۷۹–۱۳۷۸، ۸۱–۱۳۸۰

آسیایی
- نایب قهرمان جام باشگاه‌های آسیا: ۹۹–۱۹۹۸
- مدال برنز جام باشگاه‌های آسیا ۰۲–۲۰۰۱

### به‌عنوان سرمربی
نفت مسجدسلیمان
- قهرمانی لیگ آزادگان و جواز صعود به لیگ برتر در فصل ۹۷–۱۳۹۶